# Monggonao
Monggonao is een bestuurslaag in het regentschap Bima van de provincie West-Nusa Tenggara, Indonesië. Monggonao telt 4963 inwoners (volkstelling 2010).